# 施泰雷克山
47°45′48″N 14°23′21″E / 47.76333°N 14.38917°E

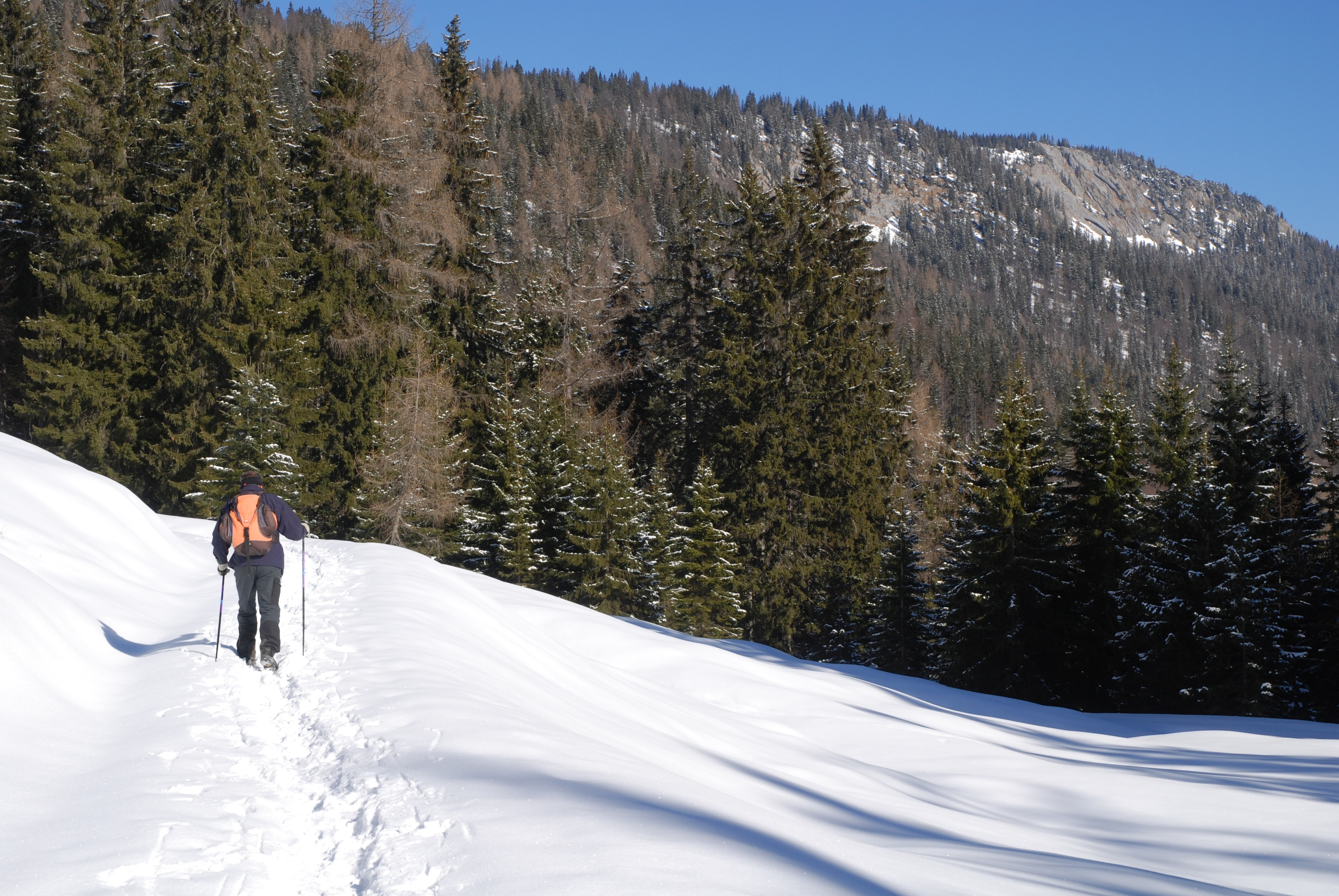

施泰雷克山（德語：Steyreck），是奧地利的山峰，位於該國北部，由上奧地利州負責管轄，屬於上奧地利前阿爾卑斯山脈的一部分，海拔高度1,592米，每年平均降雨量1,578毫米。